# Botanophila dichops
Botanophila dichops este o specie de muște din genul Botanophila, familia Anthomyiidae, descrisă de Fan în anul 1988. Conform Catalogue of Life specia Botanophila dichops nu are subspecii cunoscute.